# Automobilizam u Hrvatskoj
Automobilizam u Hrvatskoj išao je ukorak s razvitkom športskog automobilizma u Europi i na cijelom svijetu.
Već osam godina poslije prve automobilističke utrke ikad održane, travnja 1902. kroz Hrvatsku prolazi dionica automobilističke utrke Nica – Opatija. Jedanaest godina poslije osnivanja prvog automobilističkog kluba u Europi i na svijetu, francuskog L’Automobile Club de France, u Zagrebu je osnovan Prvi hrvatski automobilni klub, a 1907. u Splitu Auto-club Spalato. Nadnevak koji se uzima za početak djelovanja automobilističkog strukovnog saveza u Hrvatskoj je 13. travnja 1912. kad je pri Hrvatskome športskom savezu osnovana Sekcija za automobilizam. Prva automobilistička utrka za Prvenstvo Hrvatske i Slavonije održana je 8. rujna 1912. godine na relaciji Zagreb - Varaždin - Zagreb. Već siječnja 1914., dok su automobili bili još uvijek velika rijetkost u Hrvatskoj, već je Hrvatska imala prvo stručno glasilo automobilističke športske grane, Hrvatski automobilni list, čiji je izdavač bio Prvi hrvatski automobilni klub. U dijelovima Hrvatske u Kraljevini SHS djeluje zagrebačka sekcija Automobilskoga kluba Kraljevine SHS. Poslije 1945. ujedinjen je rad automobilističkim i motociklističkim klubovima u Hrvatskoj. Od 1946. do 1977., održavala se Velika nagrada Jadrana na stazi Preluk u Opatiji, najveće automobilističko natjecanje u Hrvatskoj. Od 1948. djeluje jedinstveni Auto-moto savez Hrvatske koji pokriva automobilistički i motociklistički šport. 1975. uređeno je trkalište Glavica kraj Požege, a na Grobničkom polju kod Rijeke godine 1978. izgrađena je najveća kružna staza u Hrvatskoj, automotodrom Grobnik. 5. listopada 1991. osnovan je Hrvatski auto i moto športski savez, član FIA-e od 1992. godine. Automobilistički i karting savez odvojili su se od motociklističkoga saveza te je u Zagrebu 1997. osnovan Hrvatski auto i karting savez. U samostalnoj Hrvatskoj hrvatski automobilisti postigli su najveće međunarodne uspjehe, prije svih Niko Pulić, višestruki europski brdski automobilistički prvak 1999. – 2002. i 2007. godine.
Vožnja na kronometar u Hrvatskoj kao disciplina nastala je 1996. godine. Utemeljitelj kronometarske discipline je Edi Milokanović. Početci tih vožnja bili su na karting pisti u Portorožu, otkamo je preselilo u Pulu. Od 2000. godine trajno je ostala u Taru. Natjecanje je nazvano Istarskom rivijerom jer se održavalo duž istarske rivijere: u Rapcu, Plomin Luci, Poreču, Puli i dr., a jedina koja je bila u unutrašnjosti bila je u Kanfanaru. Ukupno je do travnja 2019. organizirano stotinjak utrka prvenstva Istarske rivijere.
Trenutačno u Hrvatskoj djeluje više automobilističkih klubova poput: AKK Varaždin, AKK Velika Gorica, ...

Monografija Bešte, ljudi – Ide auto (Povijest automobilizma u Hrvatskoj 1898. – 1945.), autora Valentino Valjak, izdana 14. lipnja 2012. prva je cjelovita knjiga o automobilizmu u Hrvatskoj. Dokumentarna televizijska serija radnog naslova "Bešte, ljudi – Ide auto" je u stvaranju. Scenarij će biti razvijan, jednim dijelom adaptirajući istoimeno monografsko izdanje podnaslovljeno kao "Povijest automobilizma u Hrvatskoj 1898. – 1945.", a drugim dijelom kao svojevrsni nastavak istraživanja te povijesti u drugoj polovici prošloga stoljeća, pa sve do naših dana.

## Vanjske poveznice
- Facebook Povijest automobilizma